# Krokowo (Nidzica)
Pour les articles homonymes, voir Krokowo.
Krokowo est un village de Pologne, situé dans le gmina de Kozłowo, dans le powiat de Nidzica, dans la voïvodie de Varmie-Mazurie.

## Source
- (en) Cet article est partiellement ou en totalité issu de l’article de Wikipédia en anglais intitulé « Krokowo, Nidzica County » (voir la liste des auteurs).